# XiWang-2A
XiWang-2A, kurz XW-2A, auch CAS-3A, ist ein chinesischer Mikrosatellit, der Experimenten zur Physik der Thermosphäre dient und ein Amateurfunksatellit ist. XiWang ist Mandarin und bedeutet „Hoffnung“. CAS steht für „chinesischer Amateurfunk-Satellit“. Dieser Satellit wurde von der chinesischen Amateurfunksatellitengruppe, der CAMSAT entwickelt. Der Satellit mit dem Rufzeichen BJ1SB verfügt über einen 20 kHz breiten Lineartransponder.

## Mission
Der Satellit wurde am 19. September 2015 auf einer Trägerrakete des Types Langer Marsch 6 vom Kosmodrom Taiyuan in China gemeinsam mit 20 weiteren Kleinsatelliten, darunter neun weitere Satelliten der CAS-3-Serie, gestartet. Es wurde eine orbitale Lebensdauer von 8,5 Jahren erwartet.
Die Rekordentfernung, die mit XW-2A erzielt wurde, war ein transatlantisches QSO zwischen EA4NF in Spanien und VE1CWJ in Nova Scotia im August 2022 – eine Entfernung von 4.751 km.
Der Satellit verglühte am 22. April 2023 in der Atmosphäre.

## Frequenzen
Folgende Frequenzen für den Satelliten mit dem Rufzeichen BJ1SB  wurden von der International Amateur Radio Union koordiniert:
- 435,030 MHz – 435.050 Uplink
- 145,665 MHz – 145,685 Downlink (Leistung 20 dBm)
- 145,660 MHz CW-Bake (22 wpm / Leistung 17 dBm)
- 145,640 MHz digitale Telemetrie 9k6/19k2 GMSK (Leistung 20 dBm)